# Germaine (livre)
Pour les articles homonymes, voir Germaine.
 (septembre 2022).
Si vous disposez d'ouvrages ou d'articles de référence ou si vous connaissez des sites web de qualité traitant du thème abordé ici, merci de compléter l'article en donnant les références utiles à sa vérifiabilité et en les liant à la section « Notes et références ».
Germaine est un roman d'Edmond About publié en 1857.

## Résumé
Le 1er janvier 1853, les domestiques de l'hôtel de Sanglié à Paris voient la duchesse Mlle Germaine, malade et dont le père est ruiné, aller vendre sa bague au mont-de-piété. 
Mme de Chermidy lui fait épouser Don Diego pour l'argent. Ils vont en Italie où Germaine se refait une santé. 
Ils adoptent Gomez, fils de Mme de Chermidy. Germaine est empoisonnée et Mme de Chermidy veut épouser Don Diego mais Germaine réchappe et Mme de Chermidy est tuée par un domestique de Germaine. 
Ils rentrent en France.